# Basilique Sant'Eufemia (Grado)
Pour les articles homonymes, voir Basilique Sant'Eufemia.
La basilique Sant'Eufemia est le principal édifice religieux de Grado, ville de la province et l'archidiocèse de Gorizia, basilique et ancienne cathédrale du patriarcat de Grado.
Datant du VIe siècle, elle se dresse sur la place de l'ancienne cité patriarcale, flanquée du baptistère et de la campanile en forme de flèche du XVe siècle.

## Histoire
Une basilique antérieure du Ve siècle, peut-être commandée par le métropolite d'Aquilée Nicée (454-485) lors de l'invasion d'Attila se trouvait sur le site.
L'église à plan basilical est commandé par Elie, archevêque d'Aquilée, fuyant l'invasion des Lombards.
Presque au même moment, Elie, contrairement au pape Pélage II, à la suite de la condamnation des Trois Chapitres, choisit la voie de l'autocéphalie, se proclame patriarche et, pour réaffirmer sa fidélité au concile de Chalcédoine, décide de dédier la nouvelle église à sainte Euphémie de Chalcédoine, patronne de ce concile, la consacrant peut-être le 3 novembre 579. Parallèlement, Agrippin, évêque de Côme et partisan tenace du schisme, répand également le culte de sainte Euphémie de Chalcédoine en terre larienne en érigeant une basilique dédiée à cette sainte sur l'île de Comacina.
À la suite des vicissitudes de son diocèse, entre le VIe et le début du VIIe siècle, la basilique est le siège de la branche pro-romaine et pro-byzantine dans laquelle le patriarcat est scindé, jusqu'à la séparation définitive entre les deux églises et la constitution, dans les années 717 et 739, du patriarcat de Grado.
Soumise au contrôle de plus en plus strict des doges de Venise, dont elle est l'église mère, impliquée à plusieurs reprises dans des affrontements militaires pour la rivalité jamais assoupie avec les patriarches voisins d'Aquilée, la basilique Sant'Eufemia commence à décliner à partir de 1105, lorsque le nouveau patriarche Giovanni Gradenigo choisit de résider dans la capitale, Venise. La basilique conserve la propriété de la cathèdre, même après la reconnaissance papale de la résidence vénitienne des patriarches en 1177.
En 1451, avec l'abolition du titre de patriarcat de Grado et l'institution du nouveau patriarcat de Venise, la basilique est incorporée au nouveau diocèse, perdant le titre de cathédrale qui est transféré à la basilique San Pietro di Castello à Venise. En 1455, le campanile actuel est érigé, surmonté d'une girouette en cuivre repoussé de 1462, représentant l'archange Michel (bien qu'en réalité, selon l'iconographie chrétienne, la statue de girouette représente l'archange Gabriel tenant à la main une fleur de lys, symbole de l'Annonciation).
Le 22 septembre 1888, l'archevêque de Gorizia Luigi Mattia Zorn consacre l'autel aux saints Ermagora et Fortunato.
Elle appartient actuellement à l'archidiocèse de Gorizia, dont elle est une paroisse.

## Description

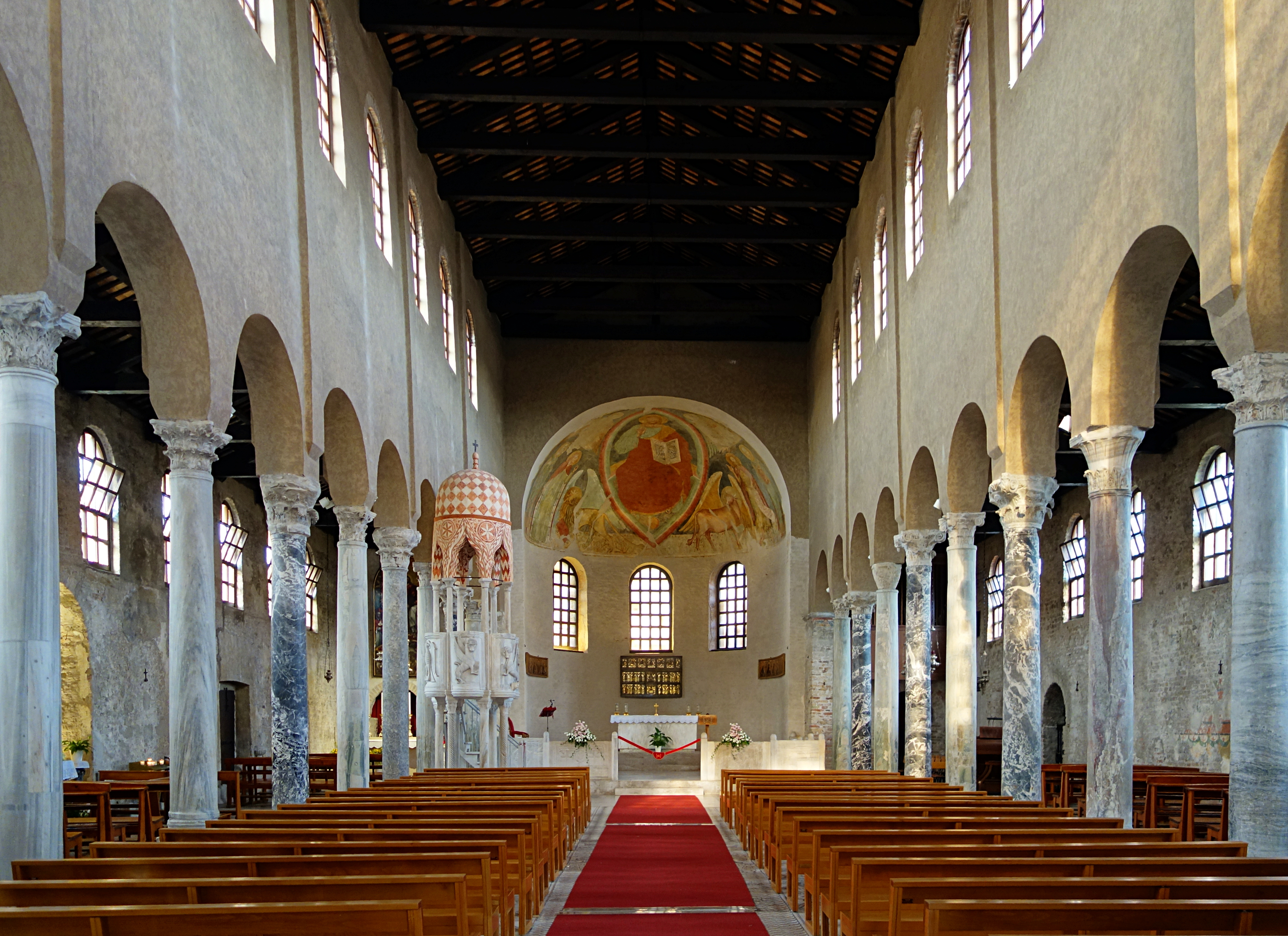
Intérieur de la basilique.

L'extérieur, de style paléochrétien, est fait de briques et de grès apparents et présente des altérations remontant aux XIIe et XIXe siècles, en partie supprimées lors des restaurations effectuées au milieu du XXe siècle.
La façade, tournée vers la Piazza del Patriarcato, est divisée en saillants et lésènes et ouverte par trois grandes fenêtres, au-dessous desquelles subsistent les traces de l'ancien narthex, aujourd'hui disparu. Le campanile, à flèche vénitienne, est adossé à droite.
L'intérieur, vaste et lumineux, est divisé en trois nefs, délimitées par des colonnes en marbre polychrome, en partie d'époque romaine, comme les chapiteaux soutenant les arcs. Sur la partie supérieure et le long des murs d'enceinte, de nombreuses et grandes fenêtres éclairent l'environnement et la charpente sus-jacent.
La décoration intérieure en mosaïque est remarquable, en particulier la grande mosaïque du sol, datant de la fin du VIe siècle. Sur le côté gauche de la nef centrale se trouve un haut ambon hexagonal, d'architecture mauresque, avec des décorations sculpturales du XIIIe siècle.

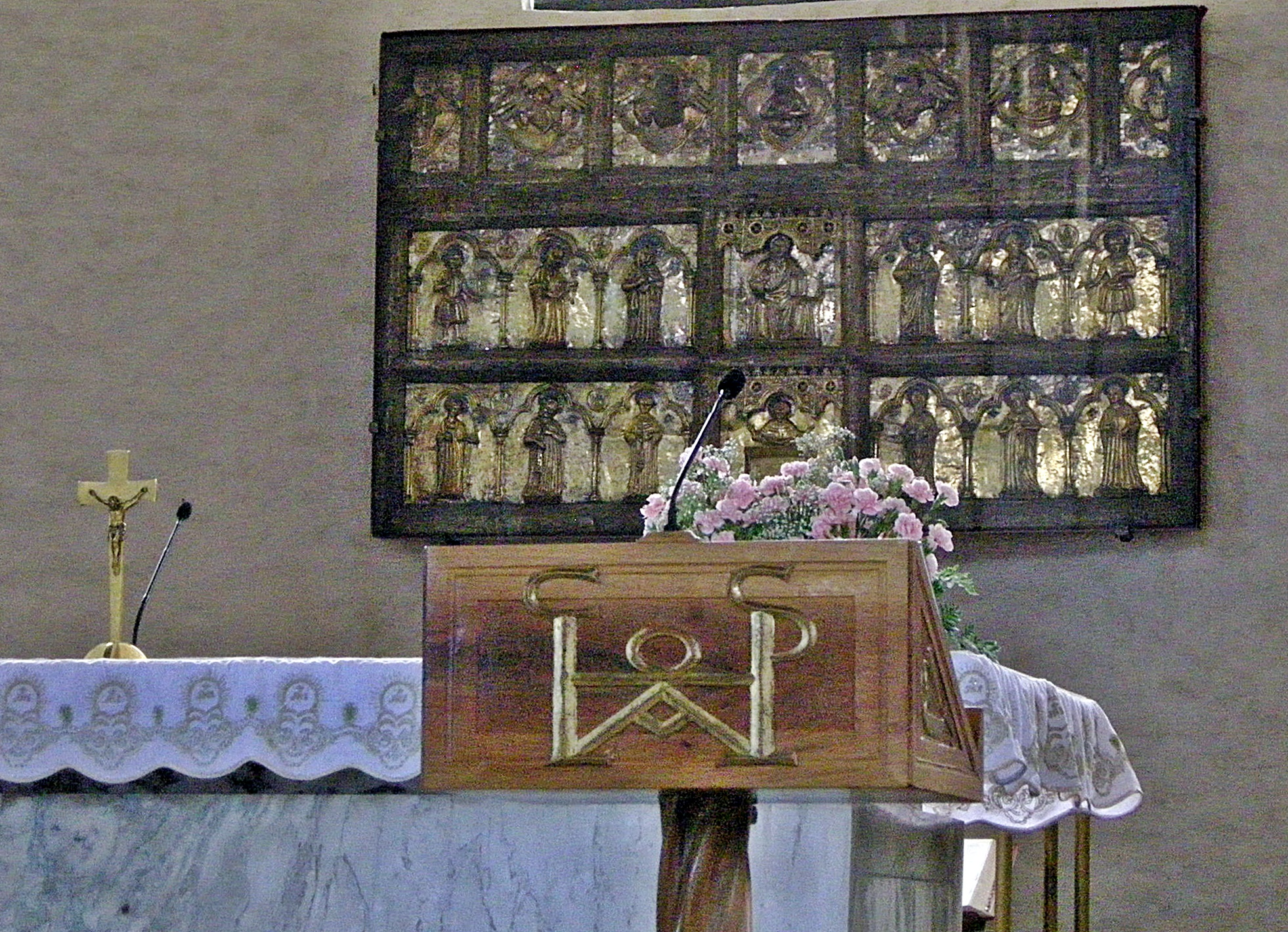
Le retable d'or.

Dans le chœur, décoré au sommet de fresques du XVe siècle, se trouve le retable doré en argent repoussé et ciselé, offert à la basilique en 1372 par le noble vénitien Donato Mazzalorsa. Divisé en trois registres, dans des cadres polylobés, il représente dans le registre supérieur l'Annonciation, le Christ et les symboles des évangélistes, dans le registre inférieur une série d'arcs avec des figures de saints et, dans le registre central, le Christ en gloire et saint Marc célébrant la messe.
La basilique abrite la statue de la Vierge des Anges qui, à l'occasion de la fête du Perdòn de Barbana (premier dimanche de juillet), est portée en procession dans la lagune de Grado jusqu'au sanctuaire de l'île de Barbana.
Au fond de la nef droite, entièrement enfermé dans une caisse expressive, se trouve l'orgue à tuyaux Mascioni opus 684, construit en 1953 et considérablement agrandi en 2000-2002. À transmission électronique, il dispose de 20 registres (pour un total de 1124 tuyaux d'orgue) disposés sur deux manuels et pédalier. Auparavant, à l'envers de la façade, était installé l'orgue Callido opus 209, de 1784, réformé par Pietro Zanin en 1892 ; retiré en mai 1939, son matériel phonique fut incorporé dans un nouvel instrument fabriqué par la société Zanin pour l'église Santo Stefano à Blessano, un hameau de Basiliano.

## Baptistère
Le baptistère octogonal est relié au complexe de la basilique sur sa gauche. Il est précédé d'un cimetière où sont placés d'anciens sarcophages romains trouvés à Grado.
Le baptistère date de la seconde moitié du Ve siècle, bien qu'il ait été remanié plusieurs fois au cours des siècles. La dernière fois, en 1928, le sol d'origine baroque a été supprimé et le niveau abaissé d'environ 2,20 m pour tenter de lui redonner son aspect d'origine. 
Le sol est en mosaïque du VIe siècle, tout comme le petit autel, maintenant placé dans l'abside ouverte au fond de l'entrée ; les fonts baptismaux, de plan hexagonal sont recouverts de marbre cipolin vert. Les fenêtres d'origine ont été rouvertes et l'ancien parvis devant le baptistère a été restauré.

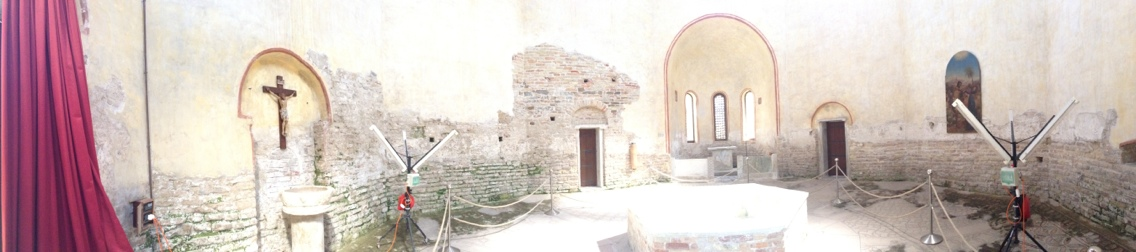
Photo panoramique du baptistère.

## Campanile
Le campanile héberge  3 cloches et un sonnet :
1. Re 3 fondu par GB De Poli d'Udine en 1860
2. Mi 3 moulé par Francesco Broili de Gorizia en 1896
3. Fa # 3 fondu par GB De Poli d'Udine en 1860
4. Sonello La 4 fondu par Francesco Broili de Gorizia en 1865

En raison de problèmes de stabilité du clocher, les cloches ne sonnent pas et sont remplacées par des haut-parleurs.